# Touch Rugby Italia
Italia Touch è l'organo di governo del Touch Rugby in Italia ed è membro della FIT, Federazione Internazionale Touch, da aprile 2009.
IT è stata creata nel 2007 per la promozione del Touch Rugby in Italia ed ha la forma di Associazione AICS, riconosciuta dal CONI. (n.29749 – CF 97475290157)
Oggi è composta da oltre 300 soci ordinari e 300 simpatizzanti di cui oltre il 40% ragazze.

## Attività
L'obiettivo dichiarato di Touch Rugby Italia è l'organizzazione e la diffusione del touch in Italia attraverso canali quali stages e training, corsi per arbitri e allenatori, scambi culturali fra nazioni e federazioni, coordinamento e patrocinio di tornei di rilevanza nazionale e organizzazione del Campionato Italiano, organizzazione delle attività della Nazionale Italiana Touch.

## Squadre iscritte
- Bandiga Rovigo
- Bersaglieri Sanniti
- Brianza Toucherz
- Briganti Pedace
- Decima Regio A.S.D.
- Clandestini RF79
- Dolcè Rugby Touch Club
- Frascati Rugby Touch
- Dragoni Milano
- Untouchables Cas Catanzaro Rugby
- Cus Foggia
- Cus MIlano Touch Rugby
- Delfini Erranti Taranto
- Grifoni Touch Thiene
- L'Aquila Touch
- Leprotti Torino Touch Rugby
- Mastini Milano
- Mezzi & Mezzi
- Modena Touch
- Nutrie del Delta Papozze (Rovigo)
- Orange Belluno
- Parabiago Touch
- Ribolliti Firenze
- Scambio di Lingue
- Scuola Rugby Cosenza
- Temesa Touch Rugby
- Torelli Sudati
- Toccati Roma
- Touch Rugby Roma
- Tokodenoka Touch Rugby
- Tucanò Monza Touch
- Turtlein
- Venezia Touch
- Verona Touch Rugby

## Campionato Italiano
Dal 2009 ItaliaTouch organizza il campionato italiano di Touch. 
L'albo d'oro vede:
- 2009 - Bandiga Rovigo
- 2010 - Orange Belluno
- 2011 - Orange Belluno
- 2012 - Verona Touch
- 2013 - Orange Belluno
- 2014 - Orange Belluno
- 2015 - Brianza ToucherZ
- 2016 - Brianza ToucherZ
- 2017 - Brianza ToucherZ
- 2018 - Brianza ToucherZ
- 2019 - Brianza ToucherZ
- 2020 Non assegnato
- 2021 -
- 2022 - Brianza ToucherZ
- 2023 - Brianza ToucherZ
- 2024 - Brianza ToucherZ

## Nazionali Italiane
L'Italia, sotto l'egida di IT
- ha partecipato, come nazione invitata, ai Campionati Europei di Touch nel luglio 2008 con 2 Selezioni Nazionali: Open Mixed (allenatore Vincent Martin, FRA) e Over 35 (allenatore George Grossi, FRA)
- ha partecipato ai Campionati Europei di Touch nel luglio 2010 a Bristol (Inghilterra) con due squadre: Open Mixed (allenatore Diego Maggi, ITA) e Over40 (allenatore George Grossi, FRA)
- ha partecipato alla Cappa del Mondo nel giugno 2011 a Edimburgo (Scozia) con tre squadre: Open Mixed (allenatore Martin Jensen, NZ), Senior Mixed (allenatore Martin Jensen, NZ) e Over 40 (allenatore George Grossi, FRA)
- ha partecipato ai Campionato Europei di Touch nel settembre 2012 a Treviso con cinque squadre: Open Mixed (allenatore Riccardo Brizzi, ITA), Senior Mixed (allenatore Giordano Mascalzoni, ITA), Mens Open (allenatore Cristian Spadoni, ITA), Womens Open (allenatrice Tatiana Cesca, ITA), Over40 (autogestita)